# Pulau Tabuhan
Pulau Tabuhan är en ö i Indonesien.   Den ligger i provinsen Lampung, i den västra delen av landet, 230 km väster om huvudstaden Jakarta. Arean är 35 kvadratkilometer.
Terrängen på Pulau Tabuhan är lite kuperad. Öns högsta punkt är 665 meter över havet. Den sträcker sig 9,7 kilometer i nord-sydlig riktning, och 8,8 kilometer i öst-västlig riktning.  I omgivningarna runt Pulau Tabuhan växer i huvudsak städsegrön lövskog.